# RKS Radomsko
RKS Radomsko is een voetbalclub uit de stad Radomsko in Polen.
De clubkleuren zijn geel-blauw.
De beste prestatie van RKS is het tot tweemaal toe behalen van de halve finale van de Poolse beker in 1999/2000 en 2002/03.

## Bekende (oud-)spelers
- Jacek Krzynówek (1994-1996)
- Adam Matysek (2002)